# Secondo Codice Genetico
Il Secondo Codice Genetico è lo schema attraverso cui un enzima chiamato Amminoacil-tRNA sintetasi catalizza l'esterificazione di uno specifico amminoacido (o di un suo precursore) ad uno dei possibili tRNA corrispondenti sintetizzando così un amminoacil-tRNA.
Questo codice è decisamente più complesso del Primo Codice Genetico e perciò non può essere altrettanto facilmente rappresentato mediante l'uso di tabelle.